# 弗雷馬尼斯冰川
弗雷馬尼斯冰川（英語：Freimanis Glacier）
是南極洲的冰川，位於維多利亞地的博克格雷溫克海岸，處於阿德默勒爾蒂山脈地區，全長46公里，最終注入塔克冰川，美國地質調查局根據測量和該國海軍的空中照片繪入地圖，現時由南極條約體系管理。